# Juliana Moreira
Juliana Moreira (Osasco, 15 aprile 1982) è una modella, showgirl e conduttrice televisiva brasiliana naturalizzata italiana.

## Biografia

### Primi anni
Nativa di Osasco, comune alle porte di San Paolo, figlia di Mario e Wilma, studia a San Paolo alla Escola Municipal de Ensino Fundamental Leonor Mendes de Barros, nel quartiere Vila Invernada. Pratica atletica leggera e studia i balli samba rock e forró. A 11 anni inizia a lavorare nella farmacia della sua madrina Fátima e del marito di lei, la Drogaria Fama. A 12 anni perde la madre.

### Carriera
Durante l'adolescenza diventa modella per le agenzie Ford Models Brasil e Fox Model Management, entrambe di San Paolo.
Ha debuttato in televisione in Brasile nel 1999, nel programma presentato da Fábio Jr. Sem limites pra sonhar, in onda su RecordTV, per poi proseguire la sua carriera come indossatrice, apparendo anche in varie trasmissioni dedicate alla moda. Dal 2001 partecipa a Dominio público, trasmissione giovanilistica e musicale condotta da Otaviano Costa in onda sempre su RecordTV. Partecipa poi allo show per bambini Xuxa no mundo da imaginação, su Rede Globo, condotto da Xuxa, conduttrice e versatile artista italo-brasiliana da sempre suo modello di ispirazione.
Nel 2005 per seguire il fidanzato di allora (Giuseppe Zega, imprenditore marchigiano) arriva in Italia, dove continua la sua carriera di modella. Nel 2006 viene notata da Gianna Tani, direttrice dell'ufficio casting di Mediaset, che la convoca per un provino generico filmato. Scelta da Antonio Ricci dopo la visione di quel provino, nell'estate esordisce alla tv italiana, su Canale 5, nella trasmissione dello stesso Ricci Cultura moderna. Dopo il successo di questo show condotto da Teo Mammucari, ha partecipato anche all'edizione autunnale, allo spin-off in onda in prima serata Cultura Moderna Slurp e alla seconda edizione estiva nel 2007 con Lydie Pages. Dal dicembre dello stesso anno è stata promossa a conduttrice, insieme a Lydie e al Gabibbo, di tre speciali di Paperissima, per poi diventare conduttrice unica di Paperissima Sprint domenica dalla stagione 2008-2009 fino alla stagione 2017-2018, oltre all'edizione estiva del 2009 con Vittorio Brumotti e Cristian Cocco.
Nel gennaio 2010 ha condotto in prima serata su Italia 1 Matricole & Meteore, insieme a Nicola Savino, Digei Angelo e al pupazzo Uan. Nel maggio 2010 ha partecipato come concorrente fissa a Fenomenal, show di Teo Mammucari in onda su Italia 1. Nel maggio 2012 ha partecipato a Colorado - 'Sto classico, su Italia 1, come attrice.
Nell'aprile 2015 ha preso parte come concorrente alla seconda edizione del programma Si può fare!, con la conduzione di Carlo Conti in diretta su Rai 1. È testimonial pubblicitaria di numerosi brand, tra i quali Nintendo e Acqua & Sapone. 
Dopo aver lasciato il testimone di Paperissima Sprint domenica a Roberta Lanfranchi dalla stagione TV 2018-2019, nell'estate del 2025 torna alla conduzione di Paperissima Sprint estate, affiancando Vittorio Brumotti e il Gabibbo.

## Vita privata
Il 10 novembre 2017 si è sposata con l'ex inviato di Striscia la notizia Edoardo Stoppa; la coppia ha due figli, Lua e Sol.

## Programmi TV

### Brasile
- Sem limites pra sonhar (RecordTV, 1999)
- Dominio público (RecordTV, 2001-2002)
- Xuxa no mundo da imaginação (Rede Globo, 2004)

### Italia
- Cultura moderna (Canale 5, 2006-2007) Valletta
- Cultura moderna Slurp (Canale 5, 2007) Valletta
- Paperissima Sprint domenica (Canale 5, 2008-2009, 2011-2018) Conduttrice
- Paperissima Sprint estate (Canale 5, 2009, 2025; Italia 1, dal 2025) Conduttrice
- Matricole & Meteore (Italia 1, 2010) Conduttrice
- Fenomenal (Italia 1, 2010) Concorrente
- Colorado - 'Sto classico (Italia 1, 2012) Comica
- Si può fare! (Rai 1, 2015) Concorrente
- Monte-Carlo Film Festival de la Comédie (Canale 5, 2019) Co-conduttrice
- Alessandro Borghese - Celebrity Chef (TV8, 2022, 2024) Concorrente
- Tris per vincere (TV8, 2024)
- Foodish (TV8, 2025)

## Teatro
- Il libro della giungla: il viaggio di Mowgli - Il musical, tratto da Il libro della giungla di Rudyard Kipling, regia di Ilaria Deangelis (2017)

## Discografia

### Singoli
- 2018 – Zu Zu
- 2021 – Tic Tic Tac (Ben DJ & Los Locos feat. Juliana Moreira & Eddie Jooe)

### Video musicali
- 2011 – Gangsta's Paradise 2K11 di Coolio
- 2018 – Zu Zu
- 2021 – Tic Tic Tac

## Riconoscimenti
- Leggio d'oro
  - 2009 – Premio alla voce dell'estate televisiva[9]